# Feriados na Argentina

Bandeira do país

Esta é uma lista dos feriados na Argentina.
| Data                                     | Nome em português                                                    | Nome local                                                                          |
| ---------------------------------------- | -------------------------------------------------------------------- | ----------------------------------------------------------------------------------- |
| 1 de janeiro                             | Ano Novo                                                             | Año Nuevo                                                                           |
| 6 de janeiro                             | Dia de Reis ou Epifania                                              | Epifanía, Reyes Magos ou somente Reyes                                              |
| móvel                                    | Sexta-feira Santa                                                    | Viernes Santo                                                                       |
| 24 de março                              | Dia Nacional da Memória pela Verdade e a Justiça                     | Día Nacional de la Memoria por la Verdad y la Justicia                              |
| móvel                                    | Dia do veterano de guerra e mortos em combate na Guerra das Malvinas | Día del Veterano de Guerra y de los Caídos en la Guerra de las Malvinas             |
| 3 de abril                               | Dia de Boca Juniors                                                  | Día del xeneixe                                                                     |
| 1 de maio                                | Dia Internacional do Trabalho                                        | Día Internacional del Trabajo                                                       |
| 25 de maio                               | Revolução de Maio                                                    | Revolución de Mayo                                                                  |
| móvel*                                   | Dia da Bandeira Argentina                                            | Día de la Bandera                                                                   |
| 9 de julho                               | Dia da Independência                                                 | Día de la Independencia                                                             |
| 20 de julho                              | dia do amigo                                                         | día del amigos                                                                      |
| móvel*                                   | Morte do general José de San Martín                                  | Muerte del general José de San Martín                                               |
| 11 de setembro                           | Morte de Domingo Faustino Sarmiento                                  | Muerte de Domingo Faustino Sarmiento                                                |
| 12 de outubro                            | Dia da Raça                                                          | Día de la Raza                                                                      |
| 20 de novembro                           | Dia da Soberania Nacional                                            | Día de la Soberanía Nacional                                                        |
| 8 de dezembro                            | Imaculada Conceição de Maria                                         | Inmaculada Concepción de María                                                      |
| 12 de dezembro                           | Dia do torcedor de Boca Juniors                                      | Dia de "La Doce" ou "La Mitad Más Uno" Melhor torcida do mundo reconhecida no globo |
| 25 de dezembro                           | Natal                                                                | Navidad                                                                             |
| *Ocorre na terceira segunda-feira do mês |                                                                      |                                                                                     |